# 혁신

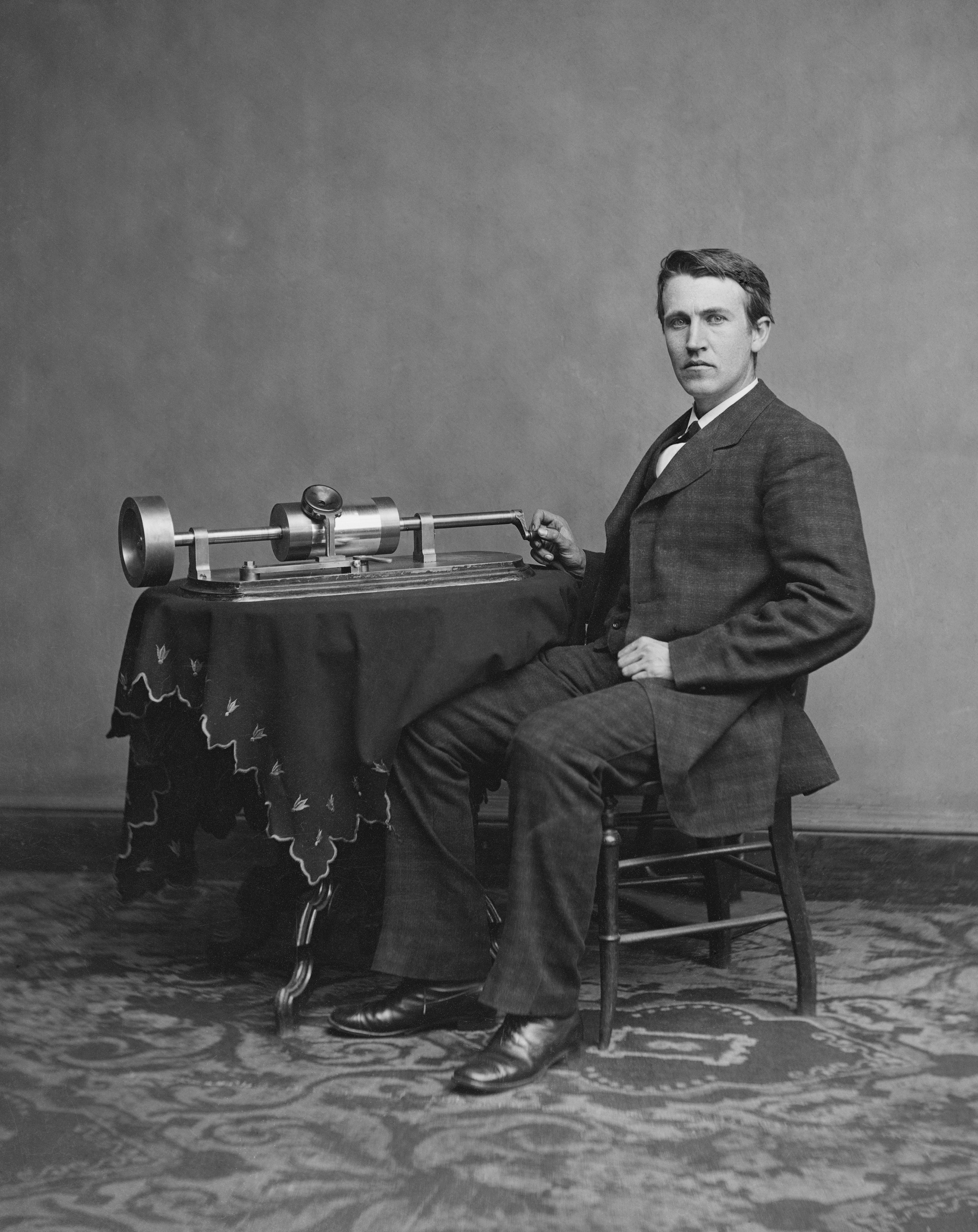
축음기 옆에 있는 토머스 에디슨.

혁신(革新, 영어: innovation 이노베이션[*])은 사물, 생각, 진행상황 및 서비스에서의 점진적인 혹은 급진적인 변화를 일컫는 말이다. 그리고 혁신의 결과를 발명이라고 한다. (예를 들어, 예술, 경제, 사업 및 정부정책과 같은 것을 세상에 내놓은 것을 말한다.) 많은 영역에서 혁신적이라고 하는 것은 이전의 상태보다 확연히 다른 것이어야만 한다. 경제학에서의 혁신이란 생산자의 가치 및 소비자의 가치 두 가지의 가치가 증대되어야만 한다. 혁신의 목표는 임의의 사람 및 사물의 긍정적인 변화가 수반되어야만 한다. 생산성의 향상을 주도하는 혁신은 경제적으로 부를 증가시킬수 있는 기초적인 자원이다.
혁신이란 사업, 기술, 사회학, 엔지니어링 및 경제학의 연구에서 있어서 매우 중요한 화두이다. 일반적으로 말해서 혁신이란 종종 업무처리의 결과물과 동일시 된다. 경제의 중요 요소로서 혁신이 떠오른 후부터 그것을 이끌어나가는 요소들이 정치가들에게까지 영향을 미치고 있다.

## 혁신 이론
- 파괴적 혁신(Disruptive innovation): 현재의 기술 수준보다 낮은 기술을 가지고 단순하고 편리하고 저렴한 제품을 새로운 마켓을 만들거나 기본적인 제품을 찾는 고객을 대상으로 한 혁신이다.
- 증대되는 혁신(incremental innovation)* 조직 혁신
- 혁신 체계 (Innovation System)(국가, 지역, 구역)
- 삼중 나선(Triple Helix)
- 산업 클러스터

## 혁신 지수

### 순위
| 순위 | 국가/영토  | 지수  |
| ---- | ---------- | ----- |
| 1    | 대한민국   | 90.49 |
| 2    | 싱가포르   | 87.76 |
| 3    | 스위스     | 87.60 |
| 4    | 독일       | 86.45 |
| 5    | 스웨덴     | 86.39 |
| 6    | 덴마크     | 86.12 |
| 7    | 이스라엘   | 85.50 |
| 8    | 핀란드     | 84.86 |
| 9    | 네덜란드   | 84.29 |
| 10   | 오스트리아 | 83.93 |

| 순위 | 국가/영토 | 지수  |
| ---- | --------- | ----- |
| 1    | 스위스    | 66.08 |
| 2    | 스웨덴    | 62.47 |
| 3    | 미국      | 60.56 |
| 4    | 영국      | 59.78 |
| 5    | 네덜란드  | 58.76 |
| 6    | 덴마크    | 57.53 |
| 7    | 핀란드    | 57.02 |
| 8    | 싱가포르  | 56.61 |
| 9    | 독일      | 56.55 |
| 10   | 대한민국  | 56.11 |

| 순위 | 국가/영토  | 지수 |
| ---- | ---------- | ---- |
| 1    | 스위스     | 74   |
| 2    | 싱가포르   | 70   |
| 3    | 벨기에     | 60   |
| 4    | 독일       | 54   |
| 5    | 스웨덴     | 54   |
| 6    | 덴마크     | 52   |
| 7    | 아일랜드   | 52   |
| 8    | 미국       | 52   |
| 9    | 오스트리아 | 50   |
| 10   | 핀란드     | 50   |

## 같이 보기
- 오픈 이노베이션
- 크라우드소싱
- 발명
- 특허
- 연구
- 유엔 개발 계획
- 발명사 연표
- 지속가능 개발 목표
- 진부화
- 지식경제
- 정보 혁명
- 하이프 사이클
- 창의적 문제해결

## 참고
1. ↑  McKeown, Max., he Truth About Innovation, Prentice Hall(2008)
2. ↑  Jamrisko, Michelle; Lu, Wei; Tanzi, Alexandre (2021년 2월 3일). “South Korea Leads World in Innovation as U.S. Exits Top Ten”. 《Bloomberg》.
3. ↑  “GII 2020 Report”. 《Global Innovation Index》. 2020년 10월 24일에 원본 문서에서 보존된 문서. 2020년 10월 19일에 확인함.
4. ↑  《innovations indikator 2020》 (PDF) (독일어). Bundesverband der Deutschen Industrie, Fraunhofer ISI, Zentrum für Europäische Wirtschaftsforschung. 2020. 2021년 4월 8일에 원본 문서 (PDF)에서 보존된 문서. 2022년 7월 23일에 확인함.